# بيقية دقيقة الأزهار
البيقية دقيقة الأزهار نوع نباتي يتبع جنس البيقية من الفصيلة البقولية. اسمها العلمي (باللاتينية: Vicia minutiflora).

## الموئل والانتشار
موطنها أمريكا الشمالية حيث تنتشر في جنوب الولايات المتحدة.

## الوصف النباتي
نبات عشبي. الورقة ريشية مركبة تنتهي بمحلاق. الأزهار بنفسجية (انظر الصورة). الثمرة قرن.